# 蒙茹瓦耶
蒙茹瓦耶（法語：Montjoyer，法語發音：[mɔ̃ʒwaje]）是法国德龙省的一个市镇，位于该省西南部，属于尼永斯区。

## 地理
蒙茹瓦耶（44°28'35"N, 4°51'7"E）面积18.02 平方千米，位于法国奥弗涅-罗讷-阿尔卑斯大区德龙省，该省份为法国东南部内陆省份，北起顺时针与伊泽尔省、上阿尔卑斯省、上普罗旺斯阿尔卑斯省、沃克吕兹省和阿尔代什省接壤。
与蒙茹瓦耶接壤的市镇（或旧市镇、城区）包括：格里尼昂、阿莱拉克、阿朗、埃斯珀吕什、波特昂瓦尔代讷、雷欧维尔、瓦尔丹地区罗谢福尔、萨勒苏布瓦、拉图什。

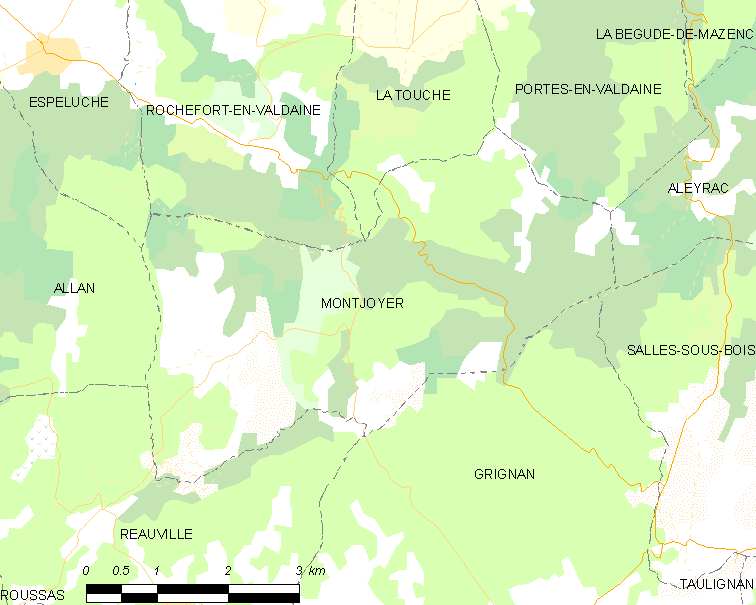
蒙茹瓦耶的OSM定位图

蒙茹瓦耶的时区为UTC+01:00、UTC+02:00（夏令时）。

## 行政
蒙茹瓦耶的邮政编码为26230，INSEE市镇编码为26203。

## 政治
蒙茹瓦耶所属的省级选区为格里尼昂县。

## 人口

1962-2008年间蒙茹瓦耶人口变化图示

蒙茹瓦耶于2022年1月1日时的人口数量为277人。